# Sygeforsikringen "danmark"
 For alternative betydninger, se Danmark (flertydig). (Se også artikler, som begynder med Danmark)
Sygeforsikringen "danmark" g.s. er en dansk medlemsejet forening stiftet i 1973, der har specialiseret sig i dækning af følger af sygdom og ulykke, herunder dækning af udgifter til tandlægeudgifter og briller og begravelsesudgifter mm.
Forsikringsselskabet havde i 2023 2.758.160 forsikringstagere, en bruttopræmieindtægt på kr. 3.745 mio. kr., udbetalte erstatninger for 3.948,7 mio. kr. og havde opbygget en egenkapital på 6,8 mia. kr.
Foreningen har udspring i de tidligere sygekasser som i 1974 blev overflødige ved statens oprettelse og overtagelse af sygesikring. Sygeforsikring er en sammensætning af ordene 'Sygesikring' og 'Forsikring' og anvender stadigt betegnelser som "Kontingent" og "Tilskud" fremfor 'Præmie" og "Dækning". Sygeforsikringen danmark har 8 lokalafdelinger fordelt over hele landet som i alt udgør 160 repræsentanter. Disse repræsentanter vælges på et årligt medlemsmøde.
Som de fleste foreninger er generalforsamlingen den øverste myndighed.

## Eksterne links
- "danmarks" hjemmeside